# Лижне двоборство на зимових Олімпійських іграх 2010
Змагання з лижного двоборства на Зимових Олімпійських іграх 2010 відбулися в Олімпійському парку Вістлера 14, 23 і 25 лютого 2010 року. Розіграно три комплекти нагород - два індивідуальних і один командний.
Відбулися зміни формату в порівнянні з Олімпійськими іграми 2006. Спринт та індивідуальна гонка за системою Гундерсена були замінені на дві гонки на 10 км і одним стрибком з нормального та великого трампліна, відповідно. Командні змагання тепер складалися з одного стрибка для кожного члена команди, 2006 року кожен стрибав по двічі. Такий регламент діяв впродовж всього сезону, зокрема й на чемпіонаті світу з лижних видів спорту у Ліберці.

## Призери

### Таблиця медалей за країнами
| Місце | Країна    | Золото | Срібло | Бронза | Загалом |
| ----- | --------- | ------ | ------ | ------ | ------- |
| 1     | США       | 1      | 3      | 0      | 4       |
| 2     | Австрія   | 1      | 0      | 1      | 2       |
| 3     | Франція   | 1      | 0      | 0      | 1       |
| 4     | Німеччина | 0      | 0      | 1      | 1       |
| 4     | Італія    | 0      | 0      | 1      | 1       |

### Призери в окремих дисциплінах
| Дисципліна                                 | Золото                                                              | Срібло                                                     | Бронза                                                                 |
| Індивідуальні, великий трамплін + 10 км    | США Білл Демонг                                                     | США Джонні Спіллейн                                        | Австрія Бернгард Ґрубер                                                |
| Індивідуальні, нормальний трамплін + 10 км | Франція Джейсон Ламі-Шаппюї                                         | США Джонні Спіллейн                                        | Італія Алессандро Піттін                                               |
| Командні, великий трамлін + 4 x 5 км       | Австрія Бернгард Ґрубер Фелікс Ґоттвальд Маріо Штехер Давід Крайнер | США Бретт Камерота Тодд Лодвік Джонні Спіллейн Білл Демонг | Німеччина Йоганнес Рідцек Тіно Едельманн Ерік Френцель Б'єрн Кірхайзен |

## Спортивні об'єкти
| Олімпійський парк Вістлера |
| -------------------------- |
|                            |
| Місткість: 12 000          |